# 高士其
高士其（1905年11月1日—1988年12月9日），原名高仕錤，福建福州人，中国生物学家、化学家、科普作家、诗人、教育家。

## 生平

### 求學生涯
1918年，高士其考入清华留美预备学校，于1925年毕业，后到美国留学。
1928年，在芝加哥大学医学研究院攻读医学博士，期间因实验中意外感染甲型脑炎病毒，从此留下了周期性双眼昏花、眼球上翻以及两手颤抖的后遗症，导至1939年全身瘫痪。

### 寫作生涯
1931年，高士其开始发表科学文艺作品。
1935年，高与人合著出版了科学小品集《我们的抗敌英雄》。
1949年，高从香港到北京，其后主要进行科学文艺创作。
1949～1965年，创作了大量的科学小品、论文及诗歌。他的科学小品，被认为擅长通俗易懂地表达出深奥的科学道理，他的著作题材广泛，含有丰富的趣味和丰富的知识。同时他的科学诗歌也被认为擅长用形象的比喻来说明抽象的科学道理。
在文化大革命中，高士其也度过了一段黯然的岁月。
1974年，在周恩来的亲自提名下，高士其当选为第四届人大代表。
1977年，高士其参加了在北京与青少年的见面大会，并请人宣读了《让科学技术为祖国贡献才华》，力图唤醒科学在中国大地上复苏。他写信给中央领导，积极推动1978年全国科学大会召开。
5月底，在上海召开的“全国科普创作座谈会”，写成了《让科普的鲜花盛开》的发言稿。
1986年6月，中国科学技术协会第三次全国代表大会在北京召开，选举产生第三届全国委员会。
6月28日，第三届全国委员会第一次会议召开，推举其为荣誉委员。

## 作品
- 《我们的抗敌英雄》，科学小品集，1935年出版，与人合著。
- 《细菌世界历险记》
- 《揭穿小人国的秘密 》
- 《我们的土壤妈妈》
- 《生命的起源》
- 《太阳的工作》
- 《时间伯伯》
- 《高士其科学小品甲集》
- 《土壤世界》
- 《科学诗》
- 《你们知道我是谁 》
- 《高士其科普创作选集》
- 《高士其谈科普创作》

## 後世紀念
- 高士其菌属 Gaoshiqia Yu et al. 2023[7]